# 1954
| 1954                                                                     |
| ------------------------------------------------------------------------ |
| Dødsfald - Fødsler                                                       |
| • Begivenheder • Film • Litteratur • Musik • Politik • Sport • Videnskab |

| Gregoriansk kalender | 1954 MCMLIV             |
| Ab urbe condita      | 2707                    |
| Armensk kalender     | 1403 ԹՎ ՌՆԳ             |
| Kinesiske kalender   | 4650 – 4651 癸巳 – 甲午 |
| Etiopisk kalender    | 1946 – 1947             |
| Jødisk kalender      | 5714 – 5715             |
| Hindukalendere       |                         |
| - Vikram Samvat      | 2009 – 2010             |
| - Shaka Samvat       | 1876 – 1877             |
| - Kali Yuga          | 5055 – 5056             |
| Iransk kalender      | 1332 – 1333             |
| Islamisk kalender    | 1374 – 1375             |

Konge i Danmark: Frederik 9. 1947-1972
Se også 1954 (tal)

## Begivenheder

### Januar
- 12. januar – USA's udenrigsminister John Foster Dulles lancerer supermagtens nye militærstrategi: "massiv gengældelse" med atomvåben
- 14. januar – skuespillerinden Marilyn Monroe gifter sig med baseball-stjernen Joe DiMaggio
- 24. januar - dagen efter at have overlevet et flystyrt styrter forfatteren Ernest Hemingway igen ned med et fly - og overlever igen

### Februar
- 7. Februar - det første “MY” lokomotiv ankommer til Helsingør
- 25. februar - Oberst Gamal Abdel Nasser tilkæmper sig magten i Egypten

### Marts
- 1. marts – USA prøvesprænger sin første brintbombe ved Bikini-atollen i Stillehavet
- 5. marts - USA’s præsident Dwight D. Eisenhower udpeger den farvede advokat Ernest Wilkins til vicearbejdsminister. Dermed har USA fået sit første farvede regeringsmedlem

### April
- 7. april - den amerikanske præsident Dwight D. Eisenhower afholder pressekonference, hvor han redegør for dominoteorien
- 18. april - Gamal Abdal Nasser kommer til magten i Egypten
- 25. april - den første praktisk anvendelige solcelle demonstreres offentligt af Bell Telephone Laboratories

### Maj
- 5. maj - et statskup bringer Alfredo Stroessner til magten i Paraguay

### Juni
- 6. juni - Paven åbner Eurovision, som er et TV-netværk omfattende 8 nationer
- 27. juni - det første atomkraftværk i verden sættes i gang i byen Obninsk, 107 km sydvest for Moskva i Rusland
- 27. juni - militæret tager magten i Guatemala - støttet af amerikanske United Fruit Company

### Juli
- 13. juli - Sveriges første atomreaktor R1 startes under jorden ved den tekniske højskole i Stockholm
- 21. juli - I den 1. indokinesiske krig opdeler en fredskonference i Genève Vietnam i Nord- og Sydvietnam
- 31. juli - Verdens næsthøjeste bjerg, K2 i Himalaya, bestiges for første gang. Det lykkes for en italiensk ekspedition under ledelse af Ardito Desio

### September
- 30. september - Verdens første atomdrevne fartøj, den amerikanske ubåd USS Nautilus tages i brug

### Oktober
- 12. oktober - 347 omkommer, da en cyklon rammer Haiti
- 18. oktober - den første kommercielt tilgængelige transistorradio annonceres af Texas Instruments til salg fra november samme år
- 23. oktober – Paris-aftalen anerkender Vesttyskland som en suveræn stat, og der tilbydes samtidig medlemskab af NATO.
- 26. oktober - Fristaten Trieste opdeles imellem nabostater

### November
- 1. november - Den Nationale Befrielsesfront (FLN) i Algeriet indleder sit oprør mod kolonimagten Frankrig
- 15. november – Den første polarflyrute åbner med afgange fra København til Los Angeles

### December
- 24. december - Laos bliver uafhængigt af fransk overherredømme

### Udateret
- Den første Stratocaster kommer på markedet
- McDonald's bliver grundlagt af Ray Kroc

## Født

### Januar
- 1. januar – Richard Gibson, engelsk skuespiller.
- 4. januar – John Iversen, tidligere dansk EU-parlamentsmedlem.
- 6. januar – Ayub Kalule, ugandisk-født dansk bokser.
- 6. januar – Anthony Minghella, britisk filminstruktør (død 2008).
- 12. januar – Howard Stern, amerikansk tv-vært og skuespiller.
- 18. januar - Jesper Carlsen, dansk jazzbassist.
- 23. januar – Britta Thomsen, dansk EU-parlamentsmedlem.
- 27. januar – Hugo Villaverde, argentinsk fodboldspiller (død 2024).
- 29. januar – Oprah Winfrey, amerikansk talkshowvært.

### Februar
- 2. februar – Hansi Hinterseer, østrigsk musiker og skiløber.
- 4. februar – Shigeru Chiba, japansk tegnefilmsdubber.
- 9. februar - Gina Rinehart, bestyrelsesformand i Hancock Prospecting.
- 15. februar – Matt Groening, amerikansk tegnefilmsskaber.
- 17. februar – Rene Russo, amerikansk skuespillerinde.
- 18. februar – John Travolta, amerikansk skuespiller.
- 20. februar – Anthony Head, engelsk skuespiller.
- 23. februar – Viktor Jusjtjenko, ukrainsk præsident.
- 26. februar – Recep Tayyip Erdoğan, tyrkisk præsident.

### Marts
- 1. marts - Ron Howard, amerikansk filminstruktør.
- 3. marts - Christian Ringnes, norsk forretningsmand.
- 17. marts – Sven Ole Schmidt, dansk skuespiller.
- 21. marts - Prayut Chan-o-cha, thailandsk politiker.
- 24. marts - Robert Carradine, amerikansk skuespiller.
- 25. marts - Bendt Bendtsen, dansk politiker, partiformand samt tidligere minister.
- 31. marts - Thomas Bloch Ravn, dansk museumsdirektør for Den Gamle By.

### April
- 1. april – Jeff Porcaro, amerikansk trommeslager & session musiker (død 1992).
- 7. april – Jackie Chan, kinesisk skuespiller og kampkunstner.
- 9. april – Dennis Quaid, amerikansk skuespiller.
- 13. april – Niels Olsen, dansk musiker.
- 16. april – Ellen Barkin, amerikansk skuespillerinde.
- 19. april – Steen Springborg, dansk skuespiller (død 2021).
- 21. april - René Preuthun, dansk musiker og cykelbogsforfatter.
- 23. april – Michael Moore, filminstruktør og forfatter.
- 24. april – Pia Rosenbaum, dansk skuespillerinde.
- 25. april – Max Hansen Jr., dansk skuespiller.
- 27. april – Klaus Kjellerup, dansk sangskriver og bassist.
- 29. april – Jerry Seinfeld, amerikansk komiker.
- 30. april – Jane Campion, newzealandsk filminstruktør.

### Maj
- 1. maj – Ray Parker Jr., amerikansk sanger.
- 13. maj – Johnny Logan, irsk-australsk musiker.
- 19. maj – Peter Hesse Overgaard, dansk skuespiller.
- 20. maj - Esko Aho, finsk politiker.
- 20. maj - David Paterson, amerikansk guvernør.
- 22. maj - Shuji Nakamura, japansk-amerikansk elektroingeniør og opfinder.
- 27. maj - Lawrence Krauss, amerikansk fysiker.

### Juni
- 2. juni - Dennis Haysbert, amerikansk skuespiller.
- 4. juni – Jens Galschiøt, dansk billedhugger.
- 4. juni − Lars Lindencrone Petersen, dansk advokat og tidligere landsdommer.
- 13. juni - Morten Eisner, dansk skuespiller.
- 19. juni – Kathleen Turner, amerikansk skuespillerinde.
- 20. juni – Michael Anthony, amerikansk musiker.
- 30. juni – Serzh Sargsyan, armensk præsident.

### Juli
- 2. juli - Wendy Schaal, amerikansk skuespillerinde.
- 10. juli - Neil Tennant, britisk sanger Pet Shop Boys.
- 13. Juli - Bent Larsen, dansk landsholdspiller i Håndbold og dansk mester i spydkast.
- 13. juli - Sezen Aksu, tyrkisk sanger.
- 15. Juli - Mario Kempes, argentinsk fodboldspiller.
- 17. Juli - Angela Merkel, tysk kansler.
- 20. juli - Nguyễn Xuân Phúc, vietnamesisk præsident.
- 23. juli − Philip Zandén, svensk skuespiller.
- 28. juli – Hugo Chávez, venezuelansk politiker (død 2013).
- 31. juli – Troels Christensen, dansk folketingsmedlem.

### August
- 10. august - Michelle Bjørn-Andersen, dansk skuespillerinde.
- 11. august - Joe Jackson, britisk musiker.
- 12. august - François Hollande, fransk præsident.
- 16. august - James Cameron, canadisk filminstruktør.
- 23. august - Halimah Yacob, præsident af Singapore.
- 30. august - Ove Pedersen, dansk fodboldspiller.
- 30. august - Aleksandr Lukasjenko, præsident af Hviderusland.

### September
- 6. september - Carly Fiorina, amerikansk forretningskvinde.
- 7. september – Kirsten Siggaard, dansk sangerinde.
- 7. september - Michael Emerson, amerikansk skuespiller.
- 15. september – Hrant Dink, tyrkisk-armensk journalist (død 2007).
- 18. september - Takao Doi, japansk astronaut.
- 21. september - Shinzo Abe, japansk politiker (død 2022). – myrdet
- 25. september - Juande Ramos, spansk fodboldspiller.
- 26. september - Birgitte Raaberg, dansk skuespillerinde.
- 28. september - Margot Wallström, svensk EU-kommissær.

### Oktober
- 10. oktober - David Lee Roth, amerikansk rocksanger.
- 19. oktober - Sam Allardyce, engelsk fodboldspiller.
- 23. oktober - Ang Lee, taiwanesisk-amerikansk filminstruktør.
- 24. oktober - Malcolm Turnbull, australsk premierminister.
- 26. oktober - Carlos Agostinho do Rosário, mozambicansk politiker.
- 26. oktober - Victor Ciorbea, rumænsk politiker.
- 30. oktober - Per Chr. Frost, dansk guitarist (død 2023).

### November
- 2. november – Michael Moritzen, dansk skuespiller.
- 6. november – Mango, italiensk sanger (død 2014).
- 6. november – Kurt Thorsen, dansk tidligere byggematador.
- 7. november - Adam Ant, britisk skuespiller og guitarist Adam & the Ants.
- 8. november – Kazuo Ishiguro, japansk-britisk forfatter.
- 13. november – Cristina Lage Hansen, dansk direktør.
- 14. november – Condoleezza Rice, amerikansk politiker og udenrigsminister.
- 15. november – Aleksander Kwaśniewski, polsk præsident.
- 19. november – Kathleen Quinlan, amerikansk skuespillerinde.
- 19. november – Abdel Fatah al-Sisi, egyptisk præsident.
- 22. november – Paolo Gentiloni, italiensk politiker.
- 26. november – Rikke Wölck, dansk skuespillerinde.

### December
- 2. december – Dan Butler, amerikansk skuespiller.
- 4. december – Tony Todd, amerikansk skuespiller (død 2024).
- 9. december – Jean-Claude Juncker, luxemburgsk politiker.
- 11. december – Jermaine Jackson, amerikansk skuespiller og sanger.
- 13. december – Hans-Henrik Ørsted, dansk cykelrytter.
- 18. december – Ray Liotta, amerikansk skuespiller (død 2022).
- 21. december – Chris Evert, amerikansk tennisspiller.
- 25. december – Annie Lennox, engelsk sangerinde.
- 28. december – Denzel Washington, amerikansk skuespiller.
- 31. december – Alex Salmond, skotsk politiker (død 2024).

## Dødsfald

### Januar
- 8. januar – Eduard Wiiralt, estisk maler (født 1898).
- 11. januar – Oscar Straus, østrigsk komponist (født 1870).
- 18. januar – Sydney Greenstreet, engelsk skuespiller (født 1879).

### Februar
- 7. februar – Battling Nelson, dansk-amerikansk bokser (født 1882).
- 19. februar - Axel Pehrsson-Bramstorp, svensk statsminister (født 1883).

### Marts
- 7. marts - Otto Diels, tysk kemiker og nobelprismodtager (født 1876).
- 16. marts – Tenna Kraft, kgl. dansk kammersanger (født 1885).
- 28. marts – Kaare Klint, dansk arkitekt (født 1888).

### April
- 10. april – Auguste Lumière, fransk filmpioner (født 1862).
- 27. april – Thorvald Ellegaard, dansk cykelrytter (født 1877).
- 28. april – Léon Jouhaux, fransk fagforeningsmand og nobelprismodtager (født 1879).

### Maj
- 19. maj – Charles Ives, amerikansk komponist (født 1874).
- 25. maj – Robert Capa, ungarsk fotograf (født 1913).

### Juni
- 1. juni – Martin Andersen Nexø, dansk forfatter (født 1869).
- 7. juni – Alan Turing, engelsk matematiker (født 1912).
- 7. juni - Thora Constantin-Hansen, dansk skolebestyrer (født 1867).
- 16. juni – Frede Nielsen, dansk politiker og minister (født 1891).
- 19. juni - Valdemar Holbøll, dansk minister (født 1871).
- 21. juni – Gideon Sundbäck, svensk-amerikansk opfinder og forretningsmand (født 1880).
- 30. juni - Andrass Samuelsen, færøsk statsminister (født 1873).

### Juli
- 8. juli – Sigurd Langberg, dansk skuespiller (født 1897).
- 13. juli - Frida Kahlo, mexicansk maler (født 1907).
- 14. juli - Jacinto Benavente, spansk forfatter og nobelprismodtager (født 1866).
- 25. juli – Jonas Mackevičius, litauisk maler (født 1872).
- 31. juli – Onofre Marimón, argentinsk racerkører (født 1923).

### August
- 3. august – Colette, fransk forfatter (født 1873).
- 24. august – Getúlio Vargas, brasiliansk præsident (født 1883).

### September
- 5. september – Eugen Schiffer, tysk politiker (født 1860).
- 6. september – Oscar Schumann, dansk cirkusdirektør (født 1886).
- 9. september – Henry Ussing, dansk jurist og professor (født 1886).
- 14. september – Knud Berlin, dansk jurist (født 1864).
- 16. september - Dan Folke, dansk direktør, film- og revykomponist (født 1906).

### Oktober
- 4. oktober – Else Colber, dansk skuespiller (født 1913).
- 6. oktober – Hakon Børresen, dansk komponist (født 1876).
- 8. oktober – Morten Korch, dansk forfatter (født 1876).

### November
- 3. november – Henri Matisse, fransk maler (født 1869).
- 15. november – Lionel Barrymore, amerikansk skuespiller (født 1878).
- 20. november – Clyde Vernon Cessna, amerikansk flydesigner og pilot (født 1879).
- 28. november – Enrico Fermi, italiensk-amerikansk fysiker og nobelprismodtager (født 1901).
- 30. november – Wilhelm Furtwängler, tysk dirigent (født 1886).

### December
- 18. december – Vilhelm Buhl, dansk statsminister i 1942 og 1945 (født 1881).
- 21. december - Johannes Hørring, dansk jurist, politiker og borgmester (født 1874).
- 30. december – Günther Quandt, tysk forretningsmand (født 1881).

## Nobelprisen
- Fysik – Max Born / Walther Bothe
- Kemi – Linus Carl Pauling
- Medicin – John Franklin Enders, Thomas Huckle Weller, Frederick Chapman Robbins
- Litteratur – Ernest Miller Hemingway
- Fred – FN's kontor for flygtninge.

## Sport
- 6. februar - Jørgen Johansen taber sit professionelle europamesterskab i letvægt, da han i sit femte titelforsvar taber på point til italieneren Duillo Loi i Milano
- 4. juli - Vesttyskland vinder verdensmesterskabet i fodbold.
- Juan Manuel Fangio (Argentina) vinder sit andet Formel 1-verdensmesterskab. Han kørte i begyndelsen i Maserati, men efter tre løb skiftede han til Mercedes.

## Musik
- 10. maj - Bill Haley and the Comets udsender Rock Around the Clock, der bliver den første rock'n'roll-plade, der når hitlisternes førsteplads
- 5. juli - I Memphis indspiller Elvis Presley sin første plade, "That's All Right", beregnet på offentligheden
- White Christmas (Bing Crosby)

## Film
- I storbyens havn (Elia Kazan)
- Skjulte øjne (Alfred Hitchcock)
- La Strada (Federico Fellini)
- En stjerne fødes (George Cukor)
- De syv samuraier (Akira Kurosawa)
- Jordens salt (Herbert J. Biberman)
- En verdensomsejling under havet (Walt Disney)
- Cirkus Fandango (Arne Skouen)

## Bøger
- J.R.R. Tolkien: Ringenes Herre - De to Tårne (The Two Towers)
- William Golding: Fluernes Herre (Lord of the Flies)
- Astrid Lindgren: Mio, min Mio